# Образцово-Травино
Образцо́во-Тра́вино — село в Камызякском районе Астраханской области, административный центр Образцово-Травинского сельсовета.

## История
История села Травино связана с именем Степана Разина, Якова Косова, атамана Метелкина, которые после поражения восстания бежали в камыши низовья Волги. Дельта Волги заросла травой, кундраками. От Астрахани, а значит и от царской расправы, спасали и множество рек и ериков. Особенно буйствовала трава на острове Обливном. Отсюда и название поселения — Травино.
Первое упоминание о селе Травино, селе в котором проживало 124 человека из крещеных калмыков имеется в сборнике «Статистика Астраханской губернии» 1763 г. 1763 год и считается годом основания села. (В 2003 г. исполнилось 240 лет).
«Губернатор Бекетов Никита Афанасьевич вместе с братом и племянником купили более четырёх тысяч десятин земли и заселили их крестьянами. Бекетов положил начало основания сёл Началово, Тумак, Хмелевка, Травино, Самосделка. Губернатор мечтал об образцовых поселениях, отсюда и название-Образцово. Но так, как получилось два села под названием „Образцово“, то почтовые ямщики, чтобы не путаться наше стали называть: Образцово-Травино. Заселялись сёла по приказу Бекетова переселенцами из Нижегородской губернии. Травинская ватага стала заселяться где-то между 1760—1765 г. г. Бекетов перед смертью в 1794 г. подарил Образцово-Травино племяннице Всеволожской, которая поселением не интересовалась. И 1819 г. за её долги селение Образцово-Травино было передано казне, а жители села стали государственными»
(Из письма астраханского историка А. С. Маркова краеведам из Травино от 27.01.1977.)
"По ревизии 1782 г. число жителей увеличилось на «231 мужика и 255 женщин из Нижегородской губернии. Бекетов сам лично давал название селам. Он назвал Образцово в первом смысле как образцовое поселение.» (Из книги Ю.Селенского «Слово о родном»)
Во второй половине XIX века село располагалось на левом берегу реки Иванчуг, на бугре, а дальше была непроходимая грязь, так как море было близко, в 7 км. Реки часто выходили из берегов, когда дула «Моряна». Пресную воду жители возили на быках. На бугре стояла церковь, церковно-приходская школа, в которой преподавали Закон Божий. К началу XX века вокруг бугра и ближе к реке на возвышенностях находилось 360 дворов, 2 торговые лавки, питейное заведение, кузница, пожарный обоз, земский станционный пункт с двумя лошадьми и лодкой, один рыбозавод на реке Каныча (владелец Степанов), одна больница (население обслуживали один фельдшер и одна акушерка).
Основное занятие населения — рыболовство.
В 1902 году на бугре осталась только церковь, которая была варварски разрушена в 1933 г., а уникальные иконы утоплены в присутствии сельчан в реке. Церковно-приходская школа была перенесена вниз, в село, которая простояла сто лет и служила именно как школа, а с 1985 г. по сей день как спальный корпус специнтерната для детей сирот.
В 1909 г. в селе произошёл сильный пожар, во время которого сгорело 36 дворов. (Все данные статистических сборников)
В начале XX века были построены ещё рыбозаводы, такие как на реке Карасан и реке Прорва.
До села было трудно добраться по заболоченным дорогам, но и сюда дошла весть о свершившейся революции 1917 г., хотя слух этот пришёл месяцев через шесть. Село сразу стало «красным», многие жители приняли революцию и стали записываться в коммунисты. Первыми коммунистами стали Осип Шарапов, Белобородое, Кирпичев. Дружинником стал Миронов Василий Семенович. В марте 1919 г. контрреволюционеры подняли хорошо известный в истории Астраханского края мятеж, который охватил и села Чаганской волости Астраханского уезда, такие как Иванчуг, Травино, Увары, Чаган. В Уварах и Иванчуге с коммунистами расправились очень жестоко, а травинцам эту расправу удалось предотвратить. Хотя коммунистов арестовали и жестоко избив нагайками свезли в лавку Макаровых (дом стоит и сейчас), ночью брат дружинника Миронова-Яков собрал сход граждан и рассказал, что убитых в Иванчуге коммунистов столкнули под лед, народ сам решил освободить арестованных, так как там у многих были родственники. Все произошло без кровопролития, а тех кто сторожил и избивал коммунистов (Сомова, Тяпугина и др.) посадили в тюрьму. (из сохранившихся воспоминаний старожила Головенкова Георгия Тимофеевича)
В 1925 г. в Травино организован первый ТОЗ, который со временем перерос в колхоз.
В 1934 г. в селе организован первый пионерский отряд. Первыми пионерами стали Зинаида Ивановна Еранцева, Мария Ивановна Старова, Евдокия Дрюкова. З. И. Еранцева-Буслаева и Е. Дрюкова первыми добровольцами ушли на фронт в августе 1941 г. Е. Дрюкова погибла при защите Крыма в 1942 г. З. И. Буслаева — участница Сталинградской битвы стала после войны учителем.
В 1918 г. село называлось Образцовое Образцовского сельского Совета Чаганской волости Астраханского уезда.
В 1925 г. село Образцовое Камызякского района Астраханского уезда.
В 1927 г. село Образцово-Травино Образцово-Травинского сельского Совета Камызякского района.
С 1944 по 1963 год село Образцово-Травино являлось центром Травинского района.
В 1963 г. село Образцово-Травино Образцово-Травинского сельского Совета Камызякского района.

## Население
Динамика численности населения
| 1959 |
| ---- |
| 3847 |

| 1959 | 2002  | 2008  | 2010  | 2021  |
| ---- | ----- | ----- | ----- | ----- |
| 3847 | ↘2840 | ↗3030 | ↘2730 | ↗3012 |

Национальный состав
- Русские — 2347 ч.
- Казахи — 598 ч.
- Татары — 27 ч.
- Чеченцы — 18 ч.
- Украинцы — 11 ч.
- Азербайджанцы — 11 ч.
- Даргинцы — 11 ч.
- Немцы — 5 ч.
- Аварцы — 4 ч.
- Кумыки — 3 ч.
- Молдаване — 3 ч.
- Грузины — 2 ч.
- Калмыки — 1 ч.
- Армяне — 1 ч.
- Поляки — 1 ч.
- Болгары — 1 ч.